# نادي فحمان
نادي فحمان الرياضي الثقافي، هو فريق كرة قدم يمني محترف. تأسس عام 1969 ومقره مودية بمحافظة أبين. الملعب الرسمي للفريق هو ملعب مودية.
شارك الفريق مؤخرًا في بطولة الأندية العربية 2023 ولعب ضد نادي هورسيد، أرتا سولار 7 والاتحاد الرياضي المنستيري. كان من المفترض أن يشارك في كأس الاتحاد الآسيوي 2023 لكن الاتحاد الآسيوي رفض مشاركة النادي في البطولة.

## الألقاب والإنجازات
دوري الدرجة الأولى اليمني
- البطل (1): 2021-2022.[4]